# Cuthbert (Georgia)
Cuthbert es una ciudad ubicada en el condado de Randolph en el estado estadounidense de Georgia. En el censo de 2000, su población era de 3.731.

## Demografía
En el 2000 la renta per cápita promedia del hogar era de $16,400, y el ingreso promedio para una familia era de $25,000. El ingreso per cápita para la localidad era de $10,166. Los hombres tenían un ingreso per cápita de $26,696 contra $16,976 para las mujeres.

## Geografía
Cuthbert se encuentra ubicado en las coordenadas 31°46′15″N 84°47′37″O / 31.77083, -84.79361 (33.554626, -82.898428).
Según la Oficina del Censo, la localidad tiene un área total de 7,9 km² (3,1 mi²), de la cual 7,9 km² (3,1 mi²) es tierra y 0 km² (0 mi²) (0.00%) es agua.